# Diaphus parri
Diaphus parri és una espècie de peix de la família dels mictòfids i de l'ordre dels mictofiformes.

## Morfologia
- Els mascles poden assolir 6,5 cm de longitud total.[4]

## Depredadors
A les Filipines és depredat per Lagenodelphis hosei i Stenella longirostris.

## Hàbitat
És un peix marí i d'aigües profundes que viu entre 350-1.071 m de fondària.

## Distribució geogràfica
Es troba a la costa occidental de Sud-àfrica, l'Índic, el sud del Japó, des del Mar de la Xina Meridional fins a Austràlia i Nova Zelanda, i el Pacífic oriental.